# Белин (Закарпатская область)
Бе́лин (укр. Білин) — село в Раховской городской общине Раховского района Закарпатской области Украины.
Население по переписи 2001 года составляло 1746 человек. Почтовый индекс — 90643. Телефонный код — 3132. Занимает площадь 0,400 км². Код КОАТУУ — 2123680501.